# امانوئل بوخمان
امانوئل بوخمان (اسپانیایی: Emanuel Buchmann‎؛ زادهٔ ۱۸ نوامبر ۱۹۹۲) دوچرخه‌سوار اهل آلمان است.
از باشگاه‌هایی که در آن رکاب زده‌است می‌توان به بورا–هانسگروهه اشاره کرد.